# Kletka dlja kanarejek
Kletka dlja kanarejek (russisk: Клетка для канареек) er en sovjetisk spillefilm fra 1983 af Pavel Tjukhraj.

## Medvirkende
- Vjatjeslav Baranov som Viktor
- Jevgenija Dobrovolskaja som Olesja
- Alisa Freyndlikh
- Boris Batjurin
- Semjon Farada